# Bugatti Type 57

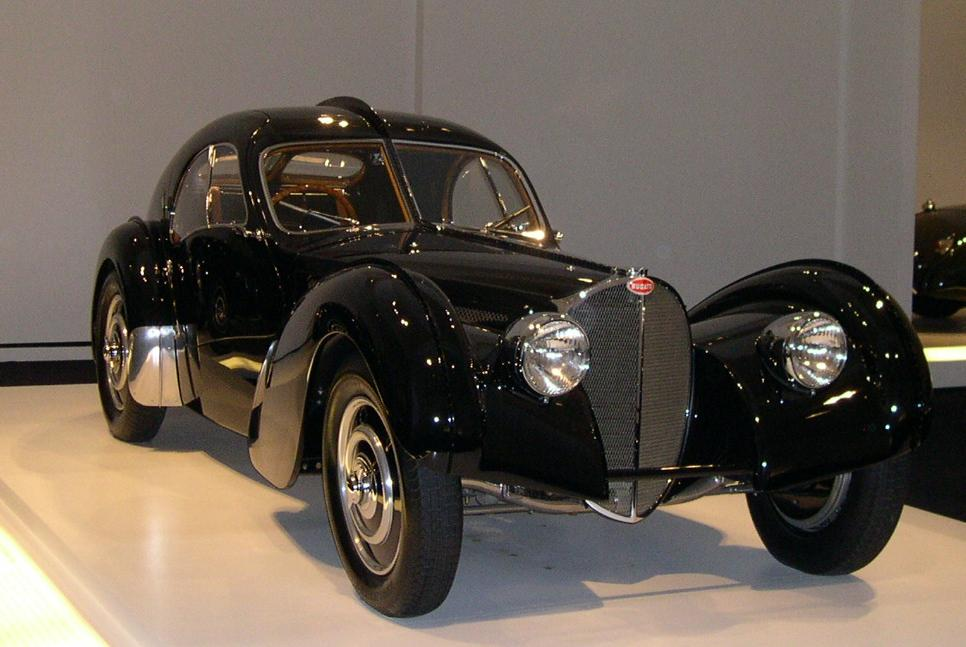
1938年產的布卡提Type 57SC Atlantic，由拉尔夫·劳伦收藏

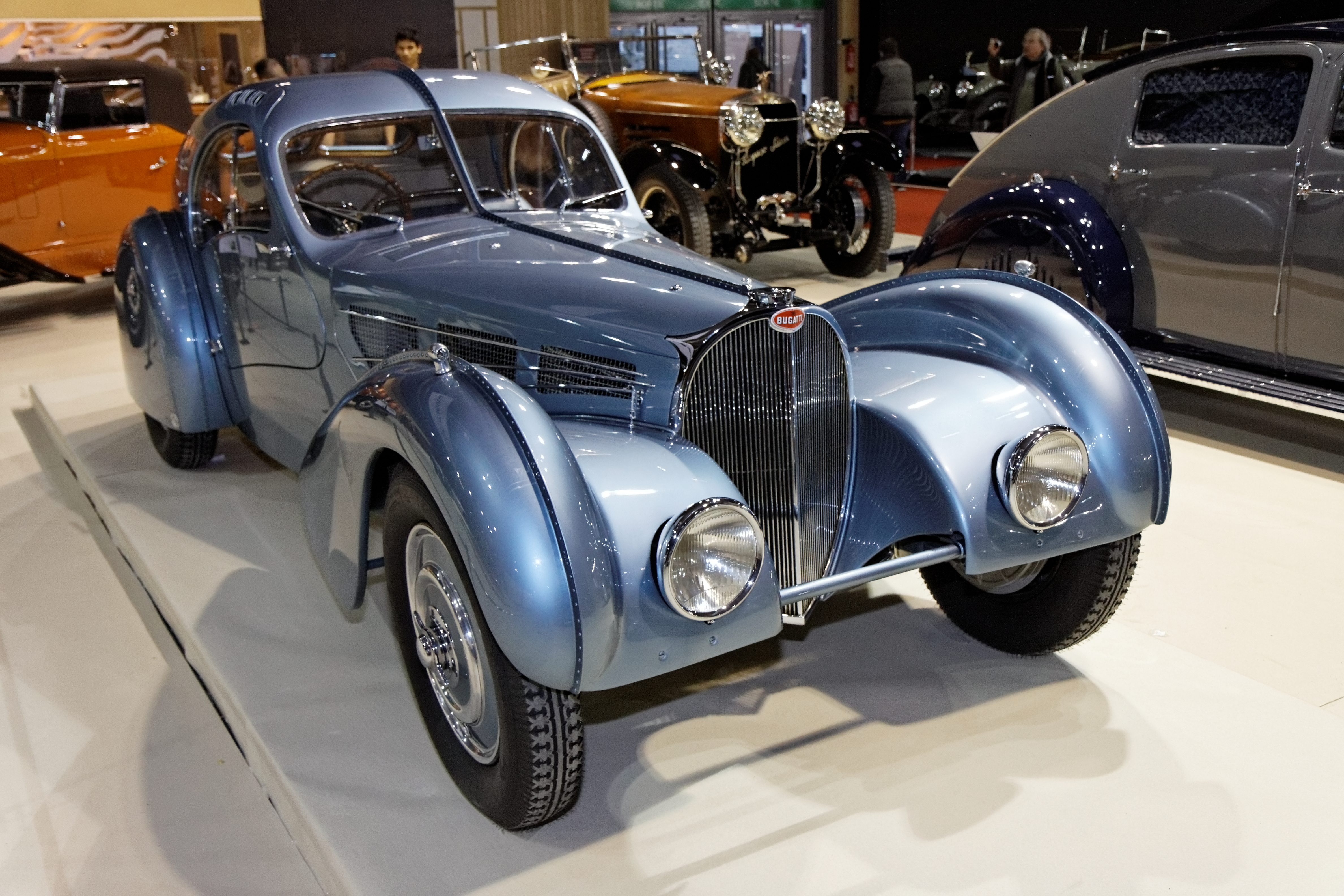
1936年產的布卡迪Type 57S Atlantic no.1，由穆林汽車博物館收藏。

布加迪Type 57是由法國汽車製造商布加迪公司自1934年至1940年所生產的一款豪華旅行車，由埃托雷·布加蒂之子所設計，總計生產750輛。
目前一輛由彼得·威廉森（Peter Williamson）博士於1971年買下，一輛則被放在穆林汽车博物馆展示。
與先前的布加迪Type 49使用的單頂置凸輪軸不同，此車使用了雙頂置凸輪軸引擎。

## 外部連結
Ritize網站上所羅列的布卡迪Type 57的歷史 （页面存档备份，存于）（英文）